# Hybos sciapterus
Hybos sciapterus är en tvåvingeart som beskrevs av Axel Leonard Melander 1927. Hybos sciapterus ingår i släktet Hybos och familjen puckeldansflugor. Inga underarter finns listade i Catalogue of Life.